# 박찬종
박찬종(朴燦鍾, 1939년 4월 19일 ~ )은 대한민국의 정치인으로, 제9·10·12·13·14대 국회의원이다. 호(號)는 우당(尤堂)이다.

## 생애
1939년 4월 19일에 경상남도 김해군에서 출생했다. 1958년에 경기고등학교를 졸업하고 그해 서울대학교 경제학과에 진학하였다. 재학 중에 고등고시 사법과와 고등고시 행정과, 공인회계사 시험에 모두 합격하였다. 이후 변호사 생활을 하다가 1971년에 제8대 총선에서 민주공화당의 공천을 받아 출마하였으나 낙선하자 변호사로 개업하였다. 1972년 10월 17일에 10월 유신과 함께 국회가 해산되자 이듬해 1973년에 실시된 제9대 총선에서 민주공화당 소속으로 출마하여 중선거구제로 변경된 선거법에 따라 2위로 당선되었다. 1976년 38세에 2차 투표까지 가는 박빙의 승부 끝에 한국공인회계사회 회장에 당선되었다. 민주공화당 국회의원으로서 그는 간이공판제도의 신설에 반대하고 유신정우회 의장의 아내 비서관 채용을 비판하는 등 여당 의원 내의 야당 의원으로 불렸다. 이어 제10대 총선에서도 당선되지만 10·26 사건 이후 공화당 내에서, 권력으로 치부한자, 해바라기정치인 등의 자퇴 또는 당직에서 제외를 요구하는 등 정풍운동을 주도하는 한편 국회개헌특위 위원으로 활동하다 1980년 4월 7일 공화당에서 제명되었다.
1980년 8월 전두환이 유신헌법하의 11대 대통령으로 당선되고 이어 10월 제5공화국 헌법이 국민투표를 통과하면서 10대 국회가 해산되자 11월 정치규제대상 811명에 포함되었다가 곧바로 해금되었다. 1981년 3월의 11대 국회의원선거에는 출마하였다가 중도 사퇴하였다. 1983년 《부끄러운 이야기》를 펴내 유신정권에 참여한 과거를 반성하였고, 1985년 12대 국회의원 선거를 앞두고 김영삼, 김대중이 주도한 신한민주당 창당에 참여하여 부산에서 출마, 당선되었다. 민주화추진협의회의 인권옹호위원장, 신한민주당의 인권옹호위원장으로서 1985년 5월 서울 미국문화원 점거 농성 사건이 터지자 함운경, 김민석 등 점거주동 대학생들의 변호를 맡아 운동권 학생들을 변호하는 인권변호사로서 이름을 날리게 되었고, 이해 9월 '고대앞시위사건'으로 전두환 정권으로부터 기소되어 3년 6개월간 변호사 업무를 정지당하였다. 박종철군 사망사건에서도 고문치사사건 진상규명 위원장으로서 사인을 고문에 의한 것으로 밝히는데 앞장섰다.
1987년 6월 민주 항쟁 이후 통일민주당이 김영삼의 통일민주당과 김대중의 평화민주당으로 분열하여 양김이 각각 대통령 선거에 출마하자 박찬종은 통일민주당을 탈당하고 무소속으로 제13대 총선에 출마하여 서초구 갑에서 당선되었다. 1990년 6월에는 김영삼의 3당 합당에 반대하던 통일민주당 인사들이 창당한 민주당에 입당했으나 이기택 총재 중심의 정당 활동에 반발하여 1991년 9월에 탈당했다.
박찬종은 1992년 2월에 정치 신인들과 함께 정치개혁협의회를 구성하여 신정치개혁당을 창당했다. 신정치개혁당의 대표최고위원으로 선출된 박찬종은 1992년 3월에 실시된 제14대 총선에서 서울 서초구 갑 후보로 출마하여 당선되었다. 1992년 12월에 실시된 제14대 대선에서는 신정치개혁당 후보로 출마하였으나 4위를 기록했다. 이때 홀로 거리를 누비며 돈안드는 선거유세를 펼쳐 "깨끗한 정치인"의 이미지를 갖게 되었고, 이를 통해 "무균질우유" 광고에도 등장하게 되었다. 대통령선거 이후 정주영이 탈당하고 무주공산으로 남은 통일국민당 잔류파와 합당하여 신민당을 결성, 1995년 김종필이 이끌던 자유민주연합과 김동길이 이끌던 신민당과 합당하였다.
1995년에 신민당을 탈당하고 서울시장선거에 무소속으로 나서 선거 초반 2위를 달리고 있던 조순 후보에 20% 이상 앞서가다 김대중, 김종필의 이른바 DJP연대가 조순 후보를 지지함으로써 2위로 낙선하였다.
1996년 제15대 총선에서 여당인 신한국당에 입당하여 지역구를 떠나 전국구 2번을 배정 받았으나 이를 자진하여 반납하고 당선권 밖인 21번을 배정받아 국회에 입성하지 못한다. 선거 중에 그는 박창달과 함께 공동선대위원장으로 활동하였다. 1997년에 실시되는 제15대 대선 출마 예정자를 대상으로 한 각종 지지도 조사에게 부동의 1위로 앞서 갔으나, 여당인 신한국당 대통령 후보 경선에서 당내 조직의 미비로 통과가 불투명해지자 폐쇄적인 경선규칙 그리고 이회창 후보 측의 금전 선거를 비난하며 결국 경선 마지막 날 후보에서 사퇴하였다. 후에 이회창 후보에게 불공정경선에 대한 대국민 사과와 이인제 후보의 경선불복에 대하여 이를 포용할 것과 이회창 후보의 두 아들 병역기피에 대한 대국민 사과를 조건으로 지지의사를 밝혔으나 이회창 후보가 이에 불응하자 신한국당을 탈당하였고, 역시 신한국당을 탈당하여 국민신당 소속으로 출마한 이인제 후보를 지원하였다. 이후 1998년 6월 2회 지방 선거에 국민신당 서울시장 후보로 출마하려 했으나 한나라당 최병렬 후보와의 연대를 위해 불출마하였으며, 7월 서울 서초구 보궐 선거에 출마했다가 8.7%로 낙선한 후 돌연 일본으로 유학, 정계를 떠나게 되었다.
박찬종은 2000년 총선을 앞두고 민주국민당 창당에 참여하며 정계에 복귀, 부산 중구·동구 지역구에 출마하였으나 낙선하였다. 2004년 제17대 총선 때는 부산 서구에 무소속으로 출마하였으나 낙선하고 정계를 은퇴하였다.
2007년에 14대 총선의 선거비용과 관련해 진 빚으로 서울구치소에 수감되었다가 하루 만에 석방된 후 "평소에 사법제도개혁을 해야 한다는 소신이 있었으나, 그 필요성을 더 절실히 느꼈다."는 소회를 밝힌 후 다시 변호사로 활발한 활동을 시작하였으며, 석궁 테러사건의 수학자 김명호, BBK 사건의 김경준,  인터넷 논객 박대성, 박연차 등의 변론을 맡았다. 특히 미네르바 사건에서는 무죄평결을 이끌어내어 세간의 주목을 받았다.
박찬종은 종편이나 뉴스 프로그램에 출연해 여야를 가리지 않고 비판을 하고 있다. 2019년 유튜브에 '박찬종TV'를 개설한 뒤, 자유한국당을 비판하는 양비론적인 행보를 보이다가, 2020년 문재인 정부 후반기 코로나19 사태 속에서 극우 기독교 단체들과 뜻을 같이 하는 극우적 행보를 보이고 있다. 그러다가 2021년에 국민혁명당(나중에 자유통일당으로 이름을 바꿈)에 합류했다.

## 경력
- 한국공인회계사회 회장
- 민주화추진협의회 인권옹호위원회 위원장
- 신한민주당 인권옹호위원회 위원장
- 통일민주당 정책위원회 의장
- 신정치개혁당 총재
- 신민당 원내총무
- 신한국당 선거대책위원회 공동위원장
- 국민신당 선거대책위원회 위원장
- 민주국민당 최고위원
- 법무법인 안민 변호사
- 법무법인 한우리 고문변호사
- 법무법인 다올 고문변호사
- 법무법인 다올 대표변호사
- 법무법인 이도 변호사
- 법무법인 유담 대표변호사
- 법무법인 산우 고문변호사
- 2022.12: 국민의힘 책임당원 전국연대 고문
- 2025.04~2025.04: 국민의힘 나경원 제21대 대통령 선거 경선후보 나경원 캠프 고문

## 학력
- 1952년 부산대신국민학교 졸업
- 1955년 경남중학교 졸업
- 1958년 경기고등학교 졸업
- 1962년 서울대학교 상과대학 경제학과 학사
- 1975년 서울대학교 대학원 경영학 석사

## 논란

### 지역감정 조장 관련 발언
1996년 3월에 신한국당 선대위원장이었던 박찬종은 통영 유세에서 "전두환과 노태우 두 전직대통령을 처벌하지 않았다면 전라도 데모대들이 국가를 위기로 빠트렸을 것"이라는 지역감정 조장 발언으로 큰 비난을 받았다. 파문이 일자 박찬종은 "김영삼 대통령이 전두환, 노태우 두 전 대통령을 봐줬다면 전라도 데모대들과 정의로운 학생, 젊은이들이 전두환과 노태우를 구속하라며 시위를 벌여 불행한 일이 생겼을 것이라고 말했지만 이는 전두환, 노태우 정권의 최대 피해자가 전라도 사람들이기 때문에 한 표현이었을 뿐"이라고 해명했으나, 그 당시 박찬종의 이 발언은 정치권에서 지역감정을 조장한 상식 이하의 발언으로 비난을 받았다. 또한 1997년 대선 당시 선거 유세중에는 "김대중 후보는 74세로 나이가 많아 대통령이 되면 위험하다."는 식의 발언으로 수위를 넘는 비방을 일삼았다.

## 역대 선거 결과
|  | 34.83% |

|  | 35.24% |

|  | 33.33% |

|  | 31.97% |

|  | 30.46% |

|  | 38.68% |

|  | 6.37% |

|  | 33.51% |

|  | 34.5% |

|  | 8.7% |

|  | 31.71% |

|  | 18.76% |

## 소속 정당
| 소속 정당 | 소속 정당    | 소속 기간 | 비고           |
| --------- | ------------ | --------- | -------------- |
|           | 민주공화당   | 1971~1980 | 정계 입문      |
|           | 무소속       | 1980~1985 | 제명           |
|           | 신한민주당   | 1985~1987 | 창당           |
|           | 무소속       | 1987      | 탈당           |
|           | 통일민주당   | 1987      | 창당           |
|           | 무소속       | 1987~1990 | 탈당           |
|           | 민주당       | 1990~1991 | 창당           |
|           | 무소속       | 1991~1992 | 탈당           |
|           | 신정치개혁당 | 1992~1994 | 창당           |
|           | 신민당       | 1994~1995 | 합당           |
|           | 무소속       | 1995~1996 | 탈당           |
|           | 신한국당     | 1996~1997 | 입당           |
|           | 무소속       | 1997      | 탈당           |
|           | 국민신당     | 1997~1998 | 입당           |
|           | 무소속       | 1998~2000 | 탈당           |
|           | 민주국민당   | 2000~2001 | 창당           |
|           | 무소속       | 2001~2002 | 탈당           |
|           | 한나라당     | 2002~2004 | 복당           |
|           | 무소속       | 2004~2021 | 탈당 정계 은퇴 |
|           | 국민혁명당   | 2021~2022 | 입당           |
|           | 자유통일당   | 2022~현재 | 당명 변경      |

## 같이 보기
- 서구·동구 (1973년 선거구)
- 부산 서구의 국회의원
- 부산 동구의 국회의원
- 중구·동구·영도구
- 부산 중구의 국회의원
- 부산 영도구의 국회의원
- 서초구 갑
- 서울 서초구의 국회의원